# Movilización estudiantil en Chile de 2006
La movilización estudiantil de 2006, también denominada como la «Revolución pingüina», corresponde al primer alzamiento de masivo participación y manifestaciones protagonizadas por estudiantes secundarios de Chile a favor del derecho a la educación, en respuesta a la privatización del sistema de educación chileno, impuesta por la dictadura militar de Augusto Pinochet en los años 1970 y 1980. Estas movilizaciones ocurrieron entre los meses de abril y junio de 2006 y se reactivaron en septiembre y octubre del mismo año.
Se contabilizó que más de 100 establecimientos de educación escolar llegaron a estar paralizados. Las movilizaciones habían comenzado con una temprana y coordinada acción de más de 100 establecimientos (colegios) que se encontraban en movilización el día viernes 26 de mayo,) que dio lugar al paro nacional de estudiantes convocado para el martes 30 de mayo, el cual habría contado con una adhesión de más de 600 000 escolares, convirtiéndose en la mayor protesta de estudiantes en la historia de Chile para ese entonces, superando a las producidas en 1972 durante el gobierno de Salvador Allende y su proyecto de la Escuela Nacional Unificada y durante la década de 1980 contra las políticas educacionales de la dictadura militar.

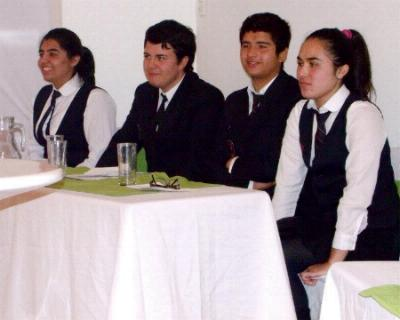
Uniforme escolar chileno, conocido como «uniforme de pingüino» por sus tonos monocromos.

Estas movilizaciones abarcaron diversas reclamaciones planteadas por los estudiantes, entre las que destacaron la derogación de leyes educativas —como la Ley Orgánica Constitucional de Enseñanza (LOCE) y el decreto 524 de 1990, que regula los Centros de Alumnos—; el fin de la municipalización de la enseñanza; el estudio y reformulación de la Jornada Escolar Completa (JEC); la gratuidad de la Prueba de Selección Universitaria (PSU), del pase escolar y de la tarifa escolar en el transporte público para la Educación Media, entre otras demandas.
El jueves 1 de junio, la presidenta Michelle Bachelet se dirigió a la nación en cadena nacional voluntaria de radio y televisión anunciando nuevas medidas para mejorar la calidad y el acceso a la educación, que satisfacían en gran medida las demandas de los estudiantes. Sin embargo, la Asamblea Nacional Estudiantil rechazó las propuestas del gobierno y convocó a un nuevo paro nacional para el lunes 5 de junio. Tras este paro, el movimiento perdió fuerza y finalmente los estudiantes anunciaron el fin de la principal ola de movilizaciones el viernes 9 de junio. Las movilizaciones serían posteriormente retomadas en los meses posteriores aunque sin el mismo éxito.

## Antecedentes

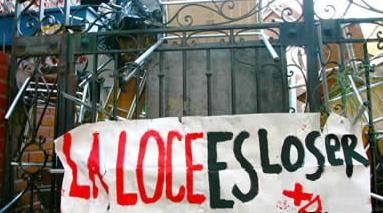
Cartel en un liceo en toma durante las protestas que dice: «La LOCE es loser».

La Ley Orgánica Constitucional de Enseñanza (ley 18962), debatida durante siete años y aprobada por la Junta de Gobierno, fue promulgada el 7 de marzo de 1990 por el general Augusto Pinochet y publicada el 10 de marzo, un día antes del fin de la dictadura militar. A pesar de diversas críticas, principalmente de estudiantes y profesores, pero también, incluso, de miembros de la gobernante Concertación, se mantuvo prácticamente inalterada durante más de 16 años. Dicha ley establece, entre otras normas, que el rol del estado en la educación corresponde solo al de un ente regulador y protector, delegando la responsabilidad de educar en corporaciones privadas, y reduce la participación de grupos de estudiantes y funcionarios no-académicos en las decisiones relativas a los establecimientos de educación. Por otro lado, se da libertad casi total para el establecimiento de centros educacionales, exigiendo requisitos mínimos, y no se establecen medidas reguladoras básicas: en síntesis, permite la «libertad de educación», donde entes privados pueden crear establecimientos educacionales como universitarios.
Durante la década de 1990, uno de los principales objetivos que asumieron los gobiernos de la Concertación fue la reforma educacional, concretada durante el gobierno de Eduardo Frei Ruiz-Tagle, uno de cuyos principales pilares era la Jornada Escolar Completa (JEC). Sin embargo, durante la última década la calidad de la educación ha caído a niveles preocupantes, a pesar del altísimo gasto que se ha hecho en la educación pública. Por otro lado, de acuerdo con algunos estudios, la JEC no ha sido implementada de manera correcta ni ha logrado surtir los efectos esperados.
Durante la década de 2000, se marca un hito, en lo que sería el mayor precedente de las movilizaciones estudiantiles posteriores. un nuevo foco de lucha estudiantil surgió con respecto a la situación del transporte escolar. El 4 de abril de 2001, el Parlamento Juvenil de Chile, dirigido por Daniel Manouchehri, convocó a una movilización que fue conocida como El Mochilazo. Si bien año a año fueron obteniéndose ciertos acuerdos menores y estableciéndose mesas de diálogo entre los centros de alumnos y el Ministerio de Educación, este movimiento, fue el primer atisbo del resurgimiento del movimiento estudiantil.

## Desarrollo

### Las primeras movilizaciones

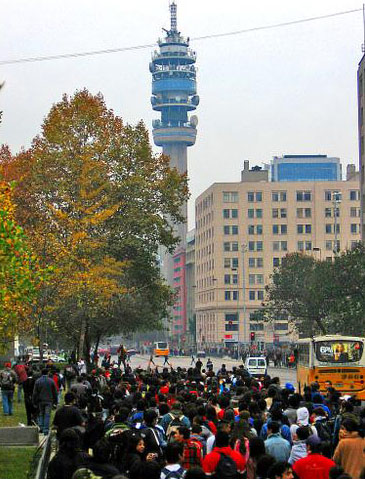
Marcha de estudiantes por el centro de Santiago en junio de 2006.

El 25 de abril de 2006 se realizó la primera movilización en el liceo A-45 Carlos Cousiño de Lota, los estudiantes hicieron toma del establecimiento demandando mejores condiciones de infraestructura. Cada año se inundaba el colegio por las lluvias.
Posteriormente y durante el mes de abril de 2006, los anuncios de un alza en el cobro de la Prueba de Selección Universitaria (PSU), —que durante 2005 había alcanzado los $19 000, cerca de USD 36 o € 30 de la época, aproximadamente—, debido a las pérdidas que el ejercicio devengaba al Departamento de Evaluación, Medición y Registro Educacional (DEMRE), dependiente de la Universidad de Chile, y de que el pase escolar solo podría ser utilizado dos veces diariamente con la aplicación del plan Transantiago —proyecto de renovación del transporte público de la capital chilena, que se inició el 10 de febrero de 2007—, diversos colegios de Santiago participaron en marchas a lo largo de la Alameda exigiendo pase escolar liberado y gratuidad de la PSU para los tres primeros quintiles. Sin embargo, durante dichas movilizaciones comenzaron a realizarse actos violentos por parte de los manifestantes ya que el gobierno no los tomaban en cuenta, lo que motivó la intervención de Carabineros, que detuvo a 47 estudiantes, que golpearon durante todo el trayecto hacia la comisaría en la primera marcha, el 26 de abril.
En los días siguientes se realizaron nuevas movilizaciones pacíficas, esta vez sin permiso de la Intendencia Metropolitana, por lo que fueron inmediatamente reprimidas por la fuerza pública, los estudiantes se defendieron con daños al mobiliario público por cifras millonarias.
El Ministerio de Educación, en tanto, para no cumplir con las demandas de los estudiantes comunicó que se darían becas para la PSU a los tres quintiles de menores ingresos y que el pase se mantendría sin restricciones, lo que no satisfizo a las agrupaciones de alumnos, que insistieron en sus demandas de PSU gratuita para los tres primeros quintiles de ingreso, de pase escolar gratuito y de una revisión completa a la JEC.
Días después de las violentas protestas del 1 de mayo, durante el Día Internacional del Trabajador, los alumnos de Educación Media de diversos colegios de Santiago salieron a una nueva marcha, esta vez en las inmediaciones del Parque Almagro, pero los hechos de violencia se repitieron y Carabineros detuvo a más de 800 estudiantes el 10 de mayo, mientras en las regiones se producían hechos similares, con un total de 1024 escolares detenidos.
De esta manera, los actos de violencia provocaron el rechazo del gobierno a las movilizaciones escolares: 

Aquí no se justifica la violencia, la violencia no es el camino y el gobierno respalda el accionar de Carabineros [...] La diferencia entre ayer antes de esta manifestación y hoy después de esta manifestación los estudiantes tienen exactamente lo mismo que tenían antes, o sea no lograron nada
Felipe Harboe, Subsecretario del Interior, 10 de mayo de 2006.

### Las tomas y expansión del conflicto

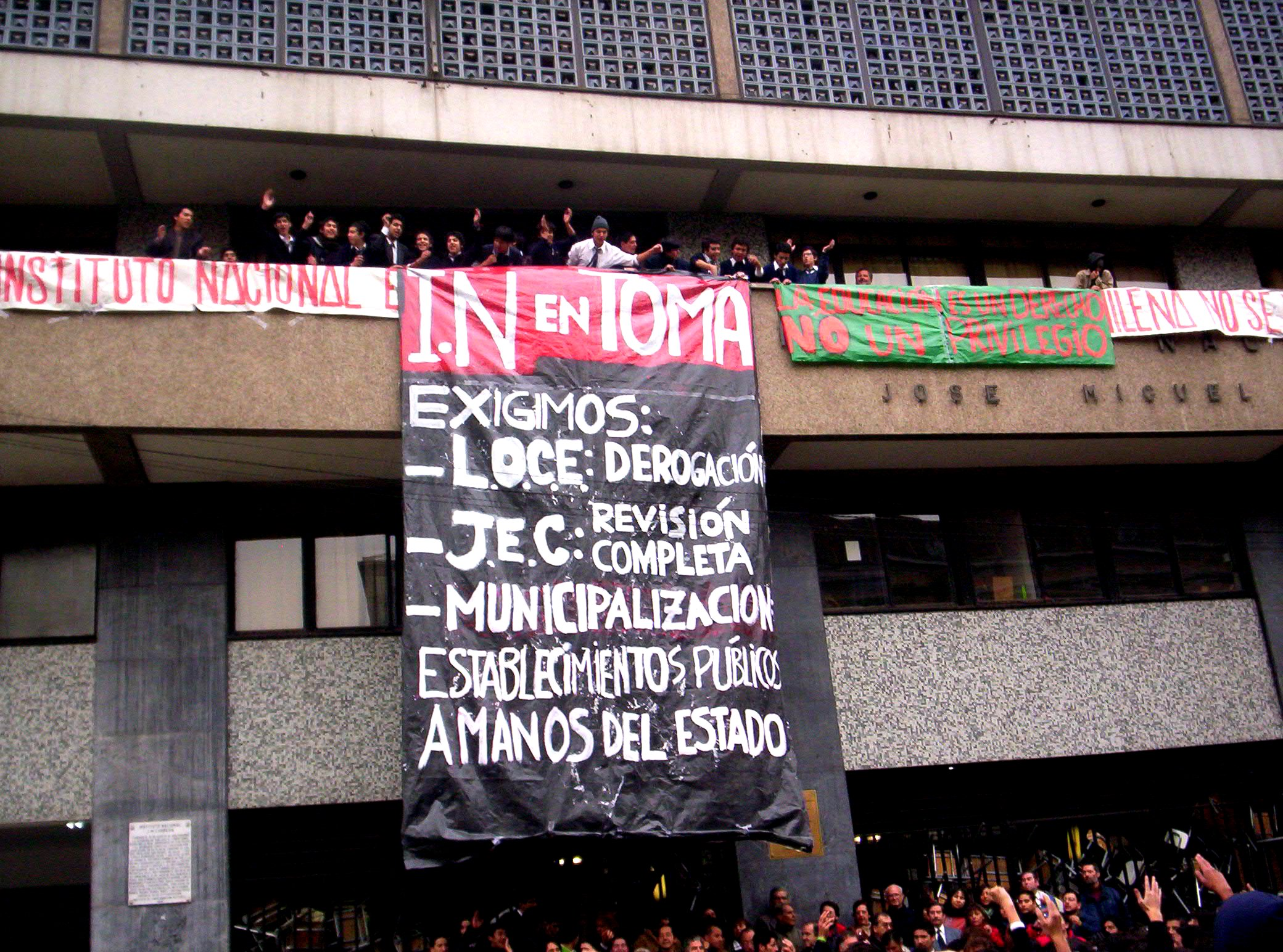
Instituto Nacional en toma, 19 de mayo de 2006.

Luego de casi tres semanas de marchas, los avances en las demandas escolares habían sido mínimas y los hechos de violencia habían empañado el objetivo de las protestas. Sin embargo, se produjo un giro cuando alumnos del Liceo de Aplicación y del Instituto Nacional iniciaron tomas en sus respectivos establecimientos el 19 de mayo reivindicando, aparte de las exigencias realizadas durante las marchas, una reforma educacional para mejorar la calidad de la educación, incluyendo la derogación de la LOCE y el fin de la administración municipal de los establecimientos educacionales, existente desde 1982. Además, exigieron que la presidenta Michelle Bachelet se pronunciara al respecto durante el discurso a la Nación el 21 de mayo. Sin embargo, la presidenta solo hizo una alusión indirecta al conflicto refiriéndose en general a las protestas que terminaron en hechos delictivos durante las semanas previas:

Quiero ciudadanos críticos, conscientes, que planteen sus ideas y sus reivindicaciones. Pero esa crítica debe hacerse con un espíritu constructivo, con propuestas sobre la mesa y, lo más importante, a cara descubierta y sin violencia. Quiero ser muy clara: lo que hemos visto en semanas recientes es inaceptable. ¡No toleraré el vandalismo, ni los destrozos, ni la intimidación a las personas! Aplicaré todo el rigor de la ley. La democracia la ganamos con la cara descubierta y debemos continuar con la cara descubierta.
Michelle Bachelet, mensaje presidencial, 21 de mayo de 2006.

La respuesta no dejó satisfechos a los dirigentes estudiantiles, quienes decidieron continuar con las movilizaciones, aunque el día 22, el Instituto Nacional depondría la toma reemplazándola por un paro indefinido, que contó con el apoyo de profesores, apoderados y la rectoría del establecimiento. Siguiendo los pasos de ambos liceos, el Liceo A-13 Confederación Suiza y el Liceo Carmela Carvajal de Prat se sumaron al paro; en tanto, alumnos del Liceo José Victorino Lastarria de Providencia intentaron en dos oportunidades ocupar el establecimiento siendo repelidos por Carabineros de Chile por orden del alcalde Cristián Labbé, el cual finalmente llegó a un acuerdo con el colegio para deponer la toma (que fue reemplazada por un paro) a cambio de su compromiso de presentar las propuestas del alumnado ante el MINEDUC. Ante la situación, el Ministerio decidió cerrar la mesa de diálogo y el ministro Martín Zilic anunció que no negociaría con alumnos en movilizaciones.

Para avanzar en la discusión de la calidad, necesitamos de la participación de todos [...] Así se dialoga, no con tomas de colegio ni con violencia en las calles, ni con encapuchados. La Presidenta dijo que hemos conquistado la democracia con el rostro descubierto y vamos a seguir dialogando con el rostro descubierto y ésta es una muestra para algunos jóvenes de Santiago que están tomando escuelas, porque no es ese el camino.

El camino es el diálogo, porque así se construye un Chile diferente, un Chile participativo y solidario, una educación de mejor calidad para dar un gran salto hacia el futuro.
Martín Zilic, Coyhaique, 23 de mayo de 2006.

Sin embargo, la estrategia del Ministro de no dialogar con los colegios movilizados no surtió efecto. Al día siguiente, 14 colegios se sumaron a las protestas, destacándose el Liceo n.º 1 de Niñas, donde estudió la presidenta Bachelet, el Internado Nacional Barros Arana y el Liceo 7 de niñas Luisa Saavedra de González La situación comenzaba a extenderse a lo largo de la ciudad, lo que motivó a la intervención de la presidenta.

Lo que no es entendible es que uno quiera conversar pero paralelamente [se] está presionando, esa no es la manera de dialogar en democracia. Está bien, se sacaron las capuchas. Me parece estupendo que se hayan sacado las capuchas. Ahora lo que corresponde es que seamos capaces de dialogar en serio, pero para dialogar hay que tener voluntad de dialogar desde las dos partes. El gobierno tiene voluntad de diálogo de muchos temas, pero hay que hacer [las cosas] con respeto y no bajo presión.
El gobierno ya ha dado señales de que estamos de acuerdo en buscar soluciones para el tema de la PSU, [con respecto a] el pase escolar estamos buscando soluciones junto a los ministros de Transporte, Educación y Hacienda, y ellos lo saben, [con respecto a] la JEC, que yo estoy muy interesada en conocer la evaluación que los jóvenes tienen en términos de la Jornada Escolar Completa, porque si ellos consideran que no está cumpliendo su objetivo, como lo que nosotros queremos [es] mejorar la calidad de la educación y los jóvenes son parte de la comunidad educativa y yo estoy plenamente disponible para escuchar todo.
Michelle Bachelet, en entrevista a Radio W, 24 de mayo de 2006.

Durante la madrugada del 25, once colegios de Santiago, Ñuñoa, Estación Central, La Cisterna, Maipú, Providencia y Recoleta amanecieron tomados. Diputados de la Concertación, el Colegio de Profesores y otras instituciones apoyaron las movilizaciones poniendo en jaque a Zilic, que decidió convocar una asamblea con los estudiantes que estuvieran sin manifestaciones para el lunes 29 de mayo, pero luego debió ampliar la convocatoria a todos los establecimientos. A lo largo del día, más colegios se sumaron al movimiento y este se amplió hacia fuera de la región, a ciudades como Arica, Iquique, Rancagua, Valparaíso, Concepción y Talcahuano.
| Movilización de colegios | Movilización de colegios | Movilización de colegios | Movilización de colegios |
| Fecha                    | En toma                  | En paro                  | Total                    |
| ------------------------ | ------------------------ | ------------------------ | ------------------------ |
| Viernes 19               | 2                        | 0                        | 2                        |
| Lunes 22                 | 1                        | 4                        | 5                        |
| Martes 23                | 6                        | 8                        | 14                       |
| Miércoles 24             | 17                       | 10                       | 27                       |
| Jueves 25                | 24                       | 16                       | 40                       |
| Viernes 26               | ~30                      | > 70                     | > 100                    |

El día viernes la situación estalló: alumnos de Maipú, San Miguel, Las Condes, Puente Alto y Pudahuel realizaron marchas pacíficas y colegios particulares se adhirieron a los eventos. En total, más de 100 000 estudiantes pertenecientes a cerca de cien colegios a lo largo del país se encontraban en movilizaciones, mientras la Asamblea de Estudiantes Secundarios llamaba a un paro nacional para el martes 30 de mayo al que se adhirieron la FECh, el Colegio de Profesores y el Consejo Nacional de Co-Docentes.
Ante las críticas que recibía el gobierno por cómo había manejado la situación, la presidenta Bachelet afirmó que seguía su convocatoria a restablecer el diálogo con «una agenda sin exclusiones», pero que dicho cambio en la actitud del gobierno no era «ninguna contradicción ni ninguna doblada de mano, lo que aquí hay es una decisión de sentarse a dialogar a escuchar. Habrá cosas en que estemos de acuerdo y en otras no».
Una última oportunidad para evitar el paro nacional era una reunión a la que convocó el ministro de Educación con los representantes de los colegios en movilizaciones para el 29 de mayo. Sin embargo, dicha reunión sería dirigida por la subsecretaria Pilar Romaguera: esto motivó la molestia de los dirigentes estudiantiles, pues deseaban que se presentara Martín Zilic, el ministro de Educación. El día de la reunión, más de cien dirigentes llegaron al Ministerio a la reunión pero solo se permitió la entrada a 12 de ellos. Ante esta situación, los secundarios rompieron la mesa y confirmaron el paro nacional, aunque el gobierno mantuvo confianza, descartando un fracaso y señalando que habían dado un «pequeño paso».

[En el MINEDUC] primó hoy la desorganización, se vio claramente que ellos se estaban apresurando y nosotros no nos podemos sentar a conversar y menos a resolver en esas condiciones.
César Valenzuela, vocero de la Asamblea Coordinadora de los Estudiantes Secundarios, ACES, 27 de mayo de 2006.

Tras el fracaso de la reunión, la Asamblea Coordinadora de Estudiantes Secundarios (ACES), se reorganizó para poder actuar de mejor manera formando seis grupos zonales: Norte, Centro, Sur, Oriente, Poniente y Regiones, y posteriormente recibieron a un grupo de senadores de todos los partidos de la Concertación y la Alianza por Chile.

### El paro nacional

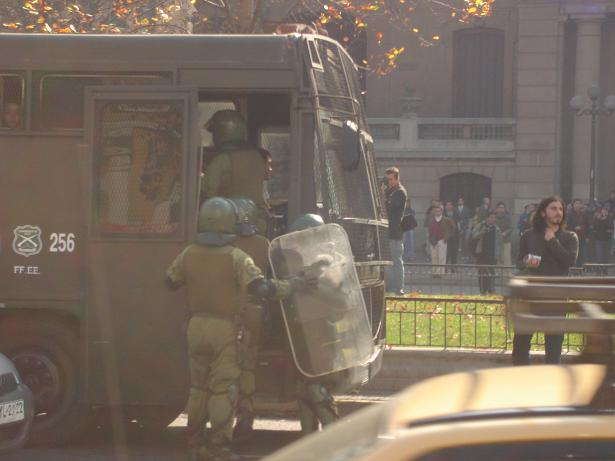
Fuerzas Especiales de Carabineros de Chile durante la realización del paro nacional.

De acuerdo con la ACES, más de 250 establecimientos educacionales —de los cuales, 100 eran liceos municipales, 50 establecimientos técnico-profesionales, 50 particulares-subvencionados y 50 particulares pagados—, paralizaron sus actividades el 30 de mayo de 2006, jornada que se caracterizó por diversos actos de violencia a pesar de los llamados de los dirigentes de realizar solo paros pacíficos. A estos estudiantes secundarios se sumaron además diversos establecimientos de educación superior, estatales y privados, de todo el país. Diversos cálculos establecen que el paro convocó entre 600 000 y un millón de estudiantes.
En la mañana, la presidenta Bachelet convocó a su gabinete político —los ministros de Interior, Hacienda, Secretaría General de Gobierno y Secretaría General de la Presidencia— y a Zilic a una reunión extraordinaria en La Moneda. Finalmente, Zilic se retiró para celebrar una reunión con 23 dirigentes estudiantiles en la Biblioteca Nacional, hacia las 13:30.
En otras zonas de la ciudad y del país se organizaron diversas movilizaciones, a pesar de que los voceros escolares habían llamado a paros pacíficos. Sin embargo, la mayoría de ellas fueron brutalmente interrumpidas por la acción de Carabineros. Los principales incidentes se produjeron en Maipú, Puente Alto, La Florida y en torno al Liceo de Aplicación, la Casa Central de la Universidad de Chile y de la USACH, y en la estación Los Héroes. Estos hechos produjeron fuertes críticas a las acciones de Carabineros, puesto que muchas de las situaciones en que intervinieron se encontraban en relativa calma. Carabineros atacó con bombas lacrimógenas incluso a las personas que se encontraban reunidas en torno a la Biblioteca Nacional esperando la resolución del ministro, lo que provocó que varios estudiantes entraran en el edificio huyendo de la represión policial. Algunos periodistas mostraron imágenes de personal de la institución deteniendo a escolares que iban en buses de la locomoción colectiva y en casas particulares durante las protestas en Maipú, que incluso fueron agredidos por las Fuerzas Especiales. Destaca el caso del camarógrafo Livio Saavedra del Canal Regional, que trabajaba para Mega, quien quedó en estado de shock después de recibir un golpe en el rostro y ser luego pateado en el suelo por 20 carabineros. Los enfrentamientos entre vándalos y Carabineros se extendieron en la Alameda hasta la noche, dejando un total de 725 personas detenidas y 26 heridos durante las manifestaciones del día.

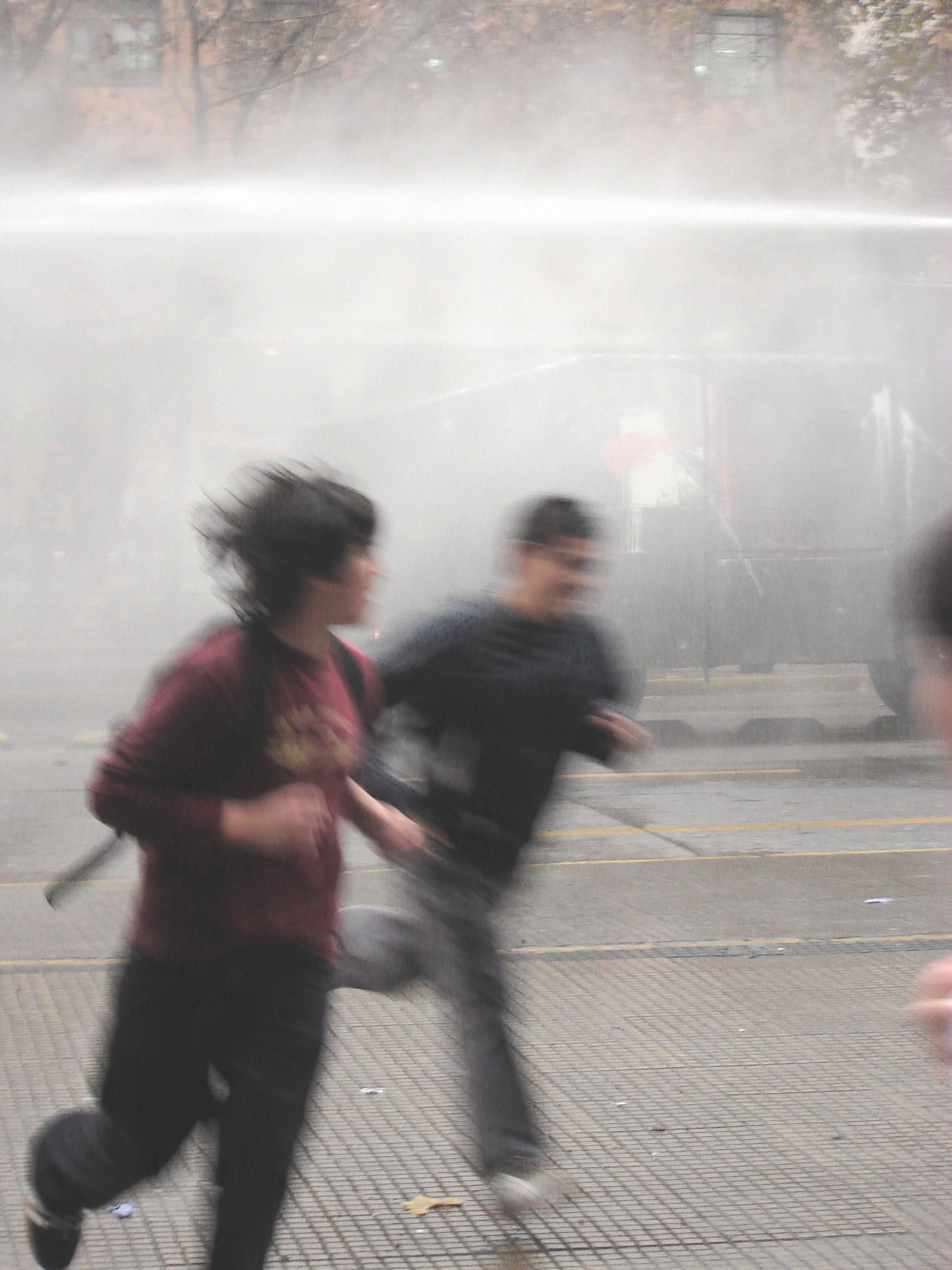
Manifestantes huyendo de un carro lanza-agua en los disturbios del 1 de junio de 2006.
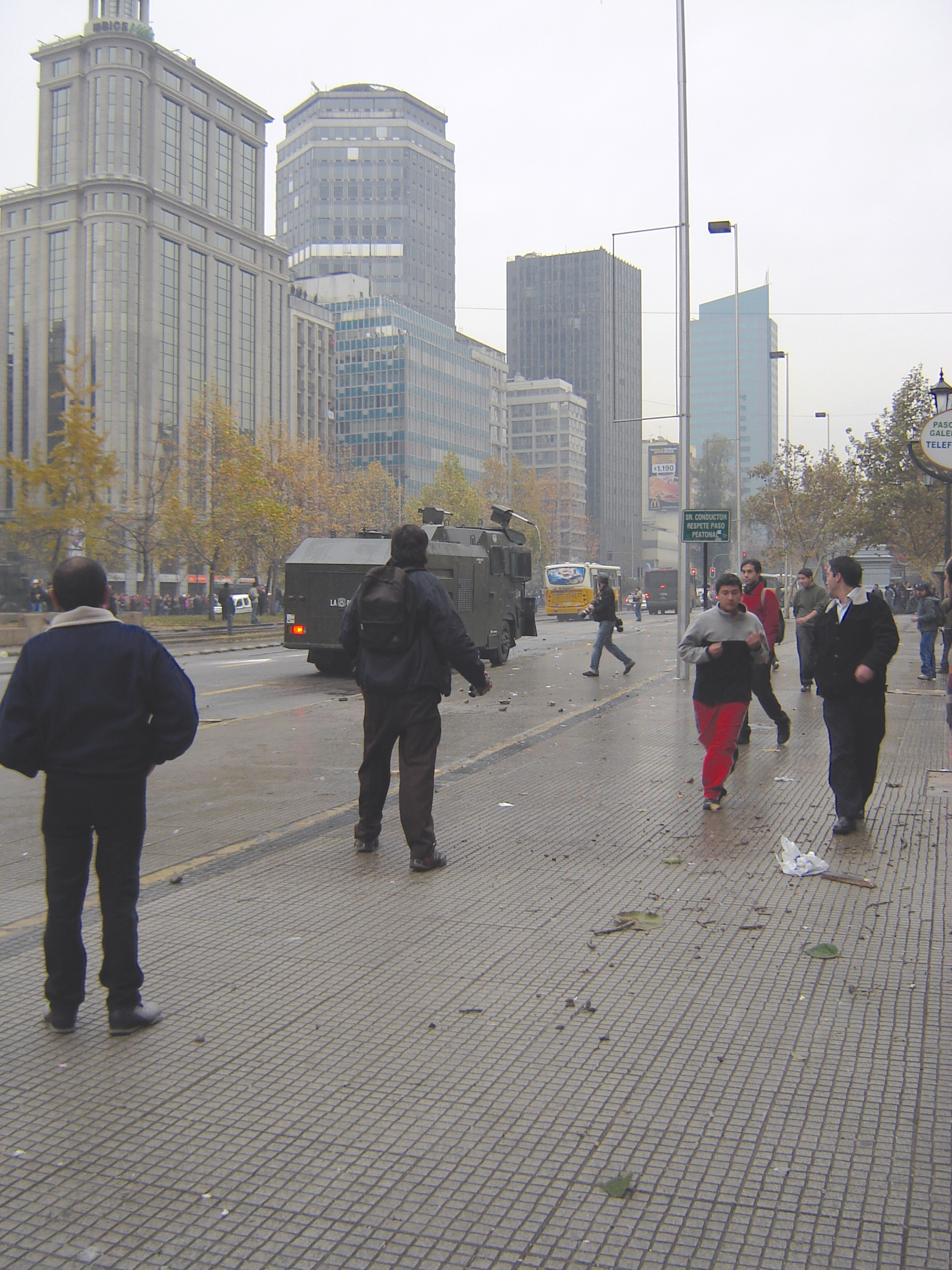
Carro lanza-agua detenido en los disturbios del 1 de junio de 2006.
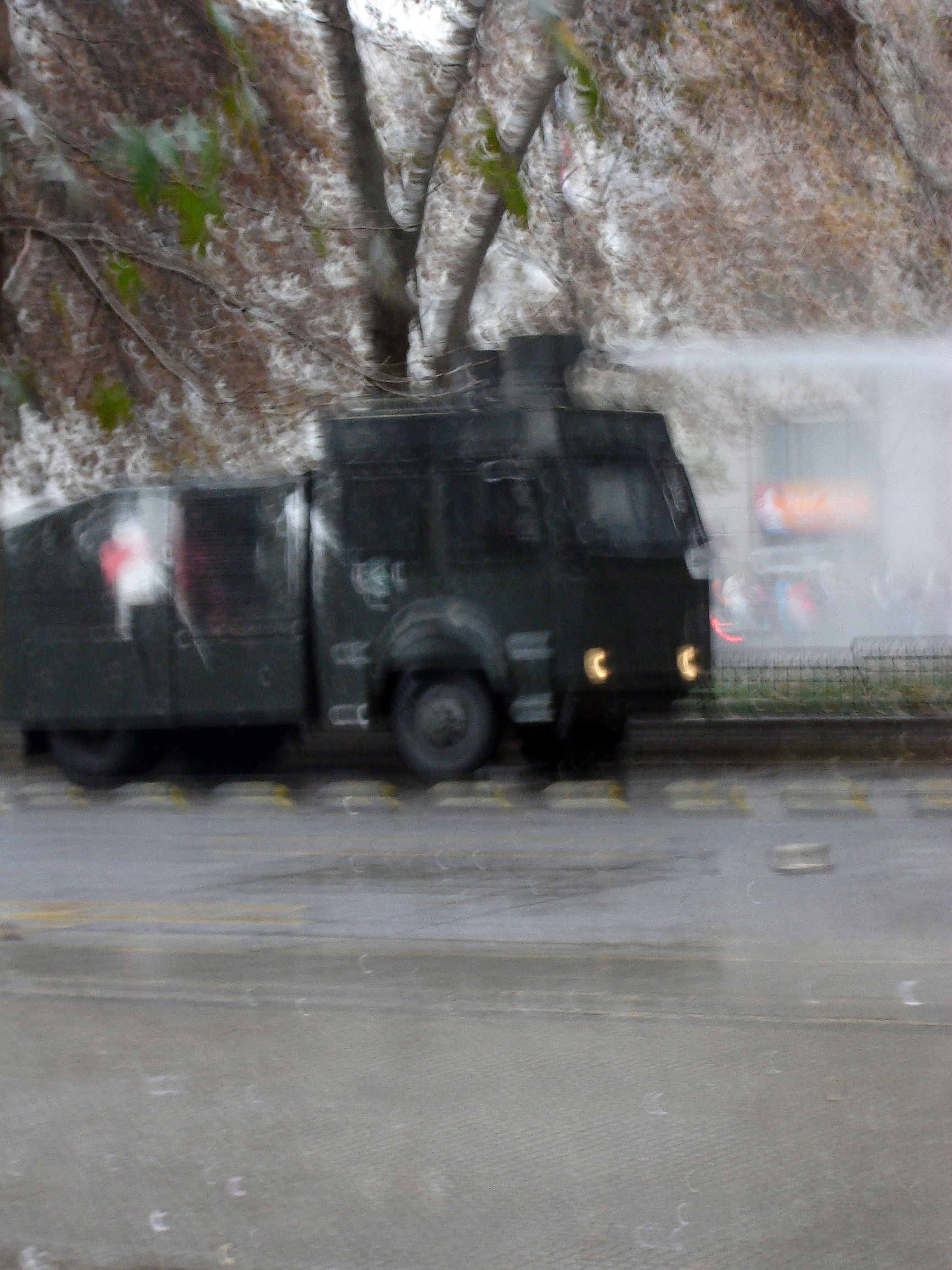
Carro lanza-agua dispersando manifestantes en los disturbios del 1 de junio de 2006.
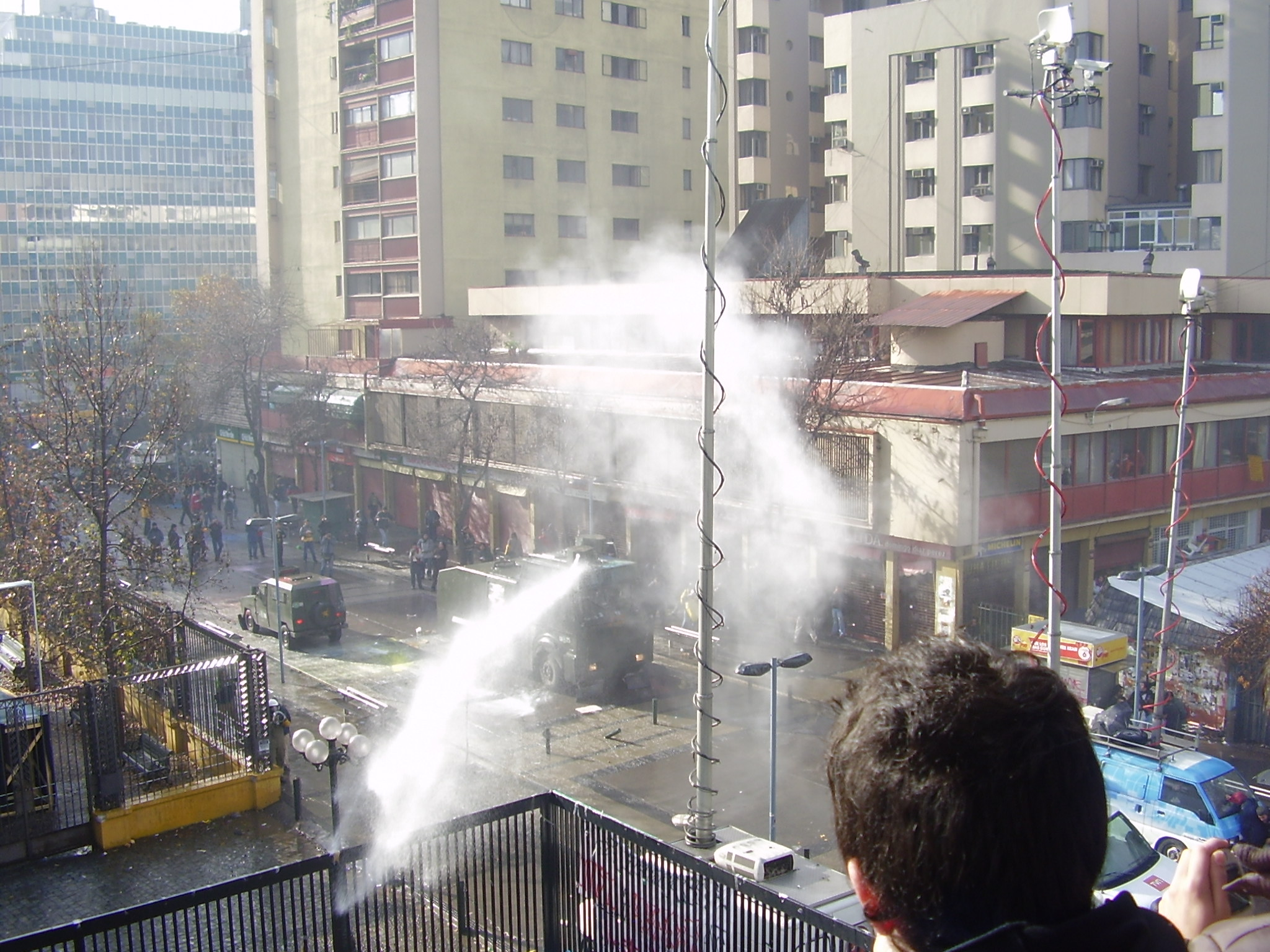
Carro lanza-agua arrojando agua dentro del Instituto Nacional General José Miguel Carrera en los disturbios del 1 de junio de 2006.

La actitud de Carabineros fue repudiada por diversos sectores de la sociedad. Además, Michelle Bachelet, en compañía de Alejandro Guillier, presidente del gremio de periodistas, anunció una demanda a Carabineros por su comportamiento con los miembros de la prensa.

Para nuestro gobierno es fundamental que haya completa libertad de expresión y de posibilidad de ejercer su trabajo y por eso hemos manifestado nuestra indignación por los hechos acaecidos tanto por los periodistas y camarógrafos, como con estudiantes que han sufrido de un exceso, un abuso, una violencia repudiable e injustificable.
Queremos que nuestros carabineros resguarden la seguridad, pero no aceptaremos hechos repudiables como han sido vistos por todos los chilenos en el día de ayer.
Presidenta Michelle Bachelet, 31 de mayo de 2006.

A pesar de que, en un inicio, tanto el ministro del Interior, Andrés Zaldívar, como el Intendente, Víctor Barrueto, habían respaldado las acciones de la policía uniformada, posteriormente criticaron duramente su participación, que también fue repudiada por el comandante en jefe de la institución, quien anunció el inicio de un proceso para identificar a los responsables de los excesos cometidos el día 30. Durante el transcurso del día procedió a la destitución de al menos 10 uniformados, incluyendo al prefecto y subprefecto de Fuerzas Especiales.

Con la facultad que tengo he ordenado remover del cargo al prefecto de Fuerzas Especiales [...] Esto da una muestra de que no permitiré, tal como lo hice cuando asumí el cargo, no permitiré excesos. También los procedimientos que se han ajustado a derecho los voy a defender. Pero en este caso puntual no voy a defender este procedimiento
[Con respecto a] los carabineros que salgan responsables, ordené dar cuenta también al término de la investigación a la justicia militar por las responsabilidades que a ellos se les han detectado.
Gral. José Bernales Ramírez, 31 de mayo de 2006.

Por todo el país tuvieron lugar nuevas manifestaciones, destacándose los multitudinarios movimientos pacíficos en Temuco y Valparaíso. En Santiago, durante el día 31, la actitud de Carabineros sería más cauta luego de las críticas realizadas en las anteriores jornadas, y fueron detenidas solamente 54 personas durante los hechos vandálicos.
Demandas
Un pase escolar gratuito que funcionará durante todo el año, garantizar la gratuidad de la Prueba de Selección Universitaria (PSU) y disminuir las horas de la jornada escolar completa (JEC), fueron las principales razones que dieron pie a las manifestaciones que se realizaron desde la última semana de abril. Además, se agregaron la petición de alimentación completa a los colegios de enseñanza básica y media de carácter público, que las prácticas profesionales fueran remuneradas para los liceos técnicos, la abolición del Decreto Supremo 524/1990 que regulaba los Centros de Alumnos, la desmunicipalización y la derogación de la Ley Orgánica Constitucional de Educación (LOCE).   

### Negociaciones y oferta presidencial

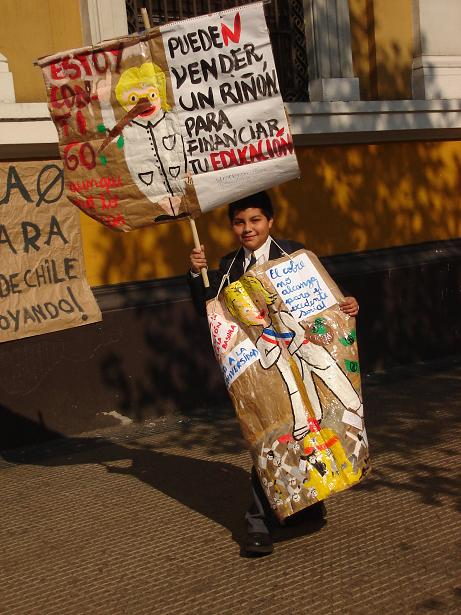
Niño con pancartas que satirizan a la presidenta Bachelet.

El día 31, los miembros de la ACES se reunieron en el Instituto Nacional para decidir la actitud que tomarían con respecto a las primeras propuestas del Ministerio. Luego de horas de debate, los voceros manifestaron su desacuerdo con la propuesta del gobierno de entregar PSU gratuita solamente a los tres quintiles con ingresos más bajos y establecieron un ultimátum para que en un plazo menor a tres días se presentaran propuestas que satisficieran a los estudiantes, amenazando, en caso contrario, con convocar un paro nacional universal, que incluiría a universitarios, profesores y sindicatos laborales. A pesar de que el gobierno manifestó su incomodidad y señaló que no atendería amenazas, el ministro Zilic se reunió de nuevo con los escolares, que llegaron con dos horas de retraso a la Recoleta Domínica, el lugar de reunión escogido en esta oportunidad. Tras siete horas de reunión, pasadas las 12 de la noche, los estudiantes y el secretario de Estado se retiraron. Los escolares anunciaron que no habían recibido nuevas propuestas, por lo que iban a continuar con las medidas de presión. Por su parte, Zilic, ignorando el ultimátum, afirmó que el gobierno seguía dispuesto a negociar. A la misma hora, entre tanto, se producía la toma de la Casa Central de la Universidad de Chile por la FECH, seguida al día siguiente por el anuncio de apoyo al paro nacional del lunes por parte de la Confederación de Estudiantes Universitarios, el Colegio de Profesores y la Confederación Nacional de Trabajadores de la Salud.
Durante el jueves, los estudiantes se organizaron en el Liceo Darío Salas de Santiago para evaluar las propuestas del gobierno, y, tras la reunión, acusaron al ministro Zilic de portar una grabadora en la reunión del día anterior a pesar de que el acuerdo era mantener el carácter privado del encuentro. Hubo enfrentamientos nuevamente en las calles, aunque fueron de menor grado que en los días anteriores, y se produjeron algunos hechos de violencia en establecimientos tomados por el ingreso de personal externo, especialmente en un colegio de Alto Hospicio, que fue saqueado por extraños.
A las 21.00 horas, la presidenta Bachelet se dirigió al país por la cadena nacional de radio y televisión, anunciando un paquete de medidas especiales para llevar a cabo una "Reforma de Calidad a la Educación":
- Reorganización del Ministerio de Educación para permitir la fiscalización a través de una superintendencia.
- Establecimiento de un Consejo Asesor Presidencial de Educación para el mejoramiento de la calidad educacional.
- Reforma de la LOCE, consagrando el derecho de los ciudadanos a una educación de calidad e impidiendo la discriminación injustificada de alumnos por parte de los establecimientos. El Estado, además, se convertiría en garante de la calidad de la educación.
- Medio millón de nuevos alumnos beneficiados con almuerzos, que para 2007 serían más de 770 000.
- Inversiones para mejoras de la infraestructura en 520 establecimientos, principalmente en casinos y baños. 1200 establecimientos tendría mejoras inmobiliarias.
- Becas para estudiantes de Educación Técnica Profesional durante sus prácticas laborales de tres meses. Esta medida beneficiaría a más de 70 000 estudiantes.
- Pase escolar nacional y gratuito para los más necesitados, que podría utilizado todos los días de la semana sin límite de horario.
- PSU gratuita para 155 000 estudiantes, equivalentes al 80 % más pobre del país.

Bachelet se refirió específicamente, por otro lado, a la imposibilidad de entregar pasaje gratuito a todos los estudiantes, argumentando que dicho beneficio tendría un costo de 166 mil millones de pesos al año (300 millones de dólares) lo que equivaldría a 33 000 nuevas viviendas sociales o la atención de 230 000 niños en salas cunas. Sin embargo, anunció el alza en un 25 % del subsidio familiar para 2007 para un total de 968 000 beneficiarios. Al día siguiente, las propuestas económicas fueron detalladas por el ministro de Hacienda Andrés Velasco. El cual anunció que el costo de este paquete de medidas alcanzaría los 31 mil millones de pesos para 2006 (que serían pagados con reasignaciones del MINEDUC y los excedentes del presupuesto anual) y de 72 mil millones de pesos desde 2007 en adelante.
Los estudiantes se dedicaron a analizar la propuesta en el Instituto Superior de Comercio 2, el 2 de junio. Luego de una extensa jornada de reflexión de más de ocho horas, la ACES se reunió con el ministro de Educación para evaluar las propuestas de la Presidencia, aunque previamente algunos representantes habían manifestado su oposición a la oferta gubernamental principalmente debido al rechazo a la propuesta de pasaje gratuito. Cerca de las 10 de la noche de ese día el ministro Zilic anunció que no habían logrado llegar a acuerdo con los secundarios, lo que sería confirmado por los voceros cerca de la medianoche.

### Segundo paro nacional

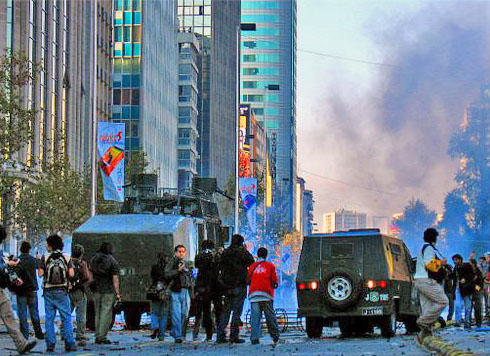
Desmanes en la Alameda y participación de Carabineros de Chile durante una protesta.

Durante el sábado 3 la Asamblea Coordinadora realizó una nueva asamblea en el Internado Nacional Barros Arana. Sin embargo, comenzaron a surgir rumores de una ruptura entre los grupos radicales y moderados de la Asamblea, la que explicaría la renuncia del vocero César Valenzuela, quien argumentó que abandonaba el cargo para cuidar a su madre, que se encontraba enferma. Se comenzó a rumorear que algunos colegios tradicionales de las comunas de Providencia y Santiago estaban en conversaciones paralelas con Zilic, y que una de las dirigentes de la Asamblea, la vocera María Jesús Sanhueza, había sido removida del cargo por sus posturas «extremistas». Sin embargo, la ACES expresó posteriormente que todos estos rumores eran infundados y que formaban parte de una estrategia del Gobierno para acabar con el movimiento.
Entre tanto, más de cien agrupaciones manifestaron su apoyo al paro nacional convocado para el lunes 5, entre las que se contó con un llamado del Frente Patriótico Manuel Rodríguez, a marchas, a pesar de que los dirigentes secundarios convocaron manifestaciones pacíficas dentro de las escuelas. El llamado del FPMR provocó molestia en el gobierno, motivando al ministro Ricardo Lagos Weber a declarar este acto como repudiable; sin embargo, los dirigentes expresaron que el FPMR tenía derecho a manifestarse como quisiera pero que debía hacerse responsable de los actos.
El lunes se produjo el paro nacional, al que se sumaron universitarios, profesores, codocentes, transportistas y trabajadores, entre otros gremios. Durante la mañana, el ambiente era de relativa calma, a excepción de algunos incidentes menores cerca de Plaza Italia por una marcha no autorizada y la quema de neumáticos en Alameda y en la Autopista del Sol, cerca de las 7 AM. A lo largo del país la situación fue disímil: mientras en Punta Arenas casi no se produjeron manifestaciones ni paralizaciones, más de 140 establecimientos de la VIII Región del Biobío, 58 de Iquique, 9 de Coyhaique estaban en toma al igual que el único liceo de isla de Pascua. En Osorno, Puerto Montt y La Serena se produjeron marchas pacíficas al igual que en Valparaíso, que congregó a más de 12 000 personas.
En Santiago, la mayoría de los establecimientos se plegaron a protestas culturales dentro de sus recintos, siendo la más grande la realizada por el Instituto Nacional y la vecina Casa Central de la Universidad de Chile. Sin embargo, ya avanzada la tarde se comenzaron a producir desmanes y saqueos en la zona del centro de Santiago motivando la actuación de Carabineros de Chile, que posteriormente atacaron con gases lacrimógenos y chorros de agua a la gente apostada en el Instituto Nacional, lo que según Germán Westhoff, presidente del Centro de Alumnos del establecimiento, fue «una provocación por parte de Carabineros». En total, más de 240 personas fueron detenidas durante ese día de movilizaciones.
Desde la toma de casa central de la Universidad ARCIS, los estudiantes rescatan del olvido la idea de «educación gratuita para todos» y la oposición al lucro en la educación, cuestión que medios de comunicación como El Mercurio presentaron como de suma radicalidad. Esta idea a la postre se transformó en la bandera de lucha de las movilizaciones estudiantiles posteriores, siendo recogida incluso, en parte, por el programa político de Michelle Bachellet.

### Desgaste del movimiento y el Consejo Asesor
El martes 6 de junio, en una acción planeada, estudiantes del Liceo de Aplicación ocuparon la sede regional de Educación de la UNESCO, que tiene rango de embajada. Después de unas tres horas, y tras dialogar con la directora regional Ana Luiza Machado depusieron sus acciones. Según sus declaraciones, este acuerdo llegó una vez que le plantearon su visión acerca de la educación en Chile y lograron comprometer a la organización en el diálogo nacional. Esta medida de presión fue duramente condenada por el gobierno.
Aunque se especuló sobre un posible acuerdo entre el Gobierno y los estudiantes, principalmente a causa de las conversaciones que mantuvo, el senador Mariano Ruiz-Esquide con los secundarios desde la noche del día 5, este no se concretó. Los portavoces estudiantiles exigieron, en esta oportunidad, que la presidenta Bachelet firmara un compromiso y que el Consejo Asesor estuviera compuesto mayoritariamente por representantes de organizaciones sociales (profesores, universitarios y secundarios, entre otros), los cuales serían nombrado por la ACES. El Gobierno, sin embargo, rechazó estas exigencias y envió ese mismo día una reforma constitucional para asegurar el «derecho de todos los chilenos a una educación de calidad», mientras que el MINEDUC comenzó a fijar los plazos para cumplir los proyectos anunciados por La Moneda la semana anterior y solicitó un aplazamiento para la rendición de la PSU y el estudio de una licitación para esta.
El 7 de junio, dirigentes del Liceo José Victorino Lastarria acusaron a los portavoces de la Asamblea de no haber respetado las decisiones de esta, ya que habrían acordado solo un 25 % de representatividad en el Consejo Asesor y no el 50 %+1 anunciado. «La Asamblea aprobó una cosa y los voceros dicen otra... se están arrancando con los tarros, que se llenan la boca de democracia y simplemente no la cumplen» denunció el secretario general del centro de alumnos de dicho establecimiento. Sin embargo, dichas críticas fueron desmentidas por los voceros, que atribuyeron todo a una «confusión» ya que la propuesta del Liceo Lastarria solamente habría sido aprobada en la Asamblea Oriente y no en la Asamblea Nacional.
Entre tanto, en el Congreso fue presentado un intento de interpelación al ministro Zilic por parte de diputados de la Alianza por Chile, que fue rechazada, ya que solamente 36 diputados aliancistas estaban presentes cuando era necesario un cuórum de 39 votos a favor. Por otra parte, el senador Ruiz-Esquide anunció que se retiraba de las conversaciones debido a la inflexibilidad de las posturas estudiantiles y tras haber recibido críticas por parte del Gobierno.

Estoy convencido de que al movimiento no le conviene seguir en movilización. Hoy por la mañana he conversado con ellos, les hice ver mi postura y me di cuenta de que aún mantienen una posición fija. Por esa razón, me parece ético que me retire de toda gestión.
Tengo claro que si los estudiantes siguen en este paro, van a perder lo que han ganado. Se va a prestar para que otros destruyan lo que han ganado. Creo que ayer era el momento de haber terminado todo esto muy bien, con la petición de la firma a la Presidenta, pero los estudiantes no lo quisieron así.
Senador Mariano Ruiz-Esquide, 7 de junio de 2006.

A las 13.00 del miércoles 7, la presidenta Bachelet entregó su nómina del Consejo Asesor Presidencial para la Reforma Educacional, el cual sería presidido por Juan García Huidobro y que en un plazo estimado de tres meses debería entregar un informe luego de un diálogo nacional. Bachelet anunció además que, de los 66 miembros integrantes del Consejo, solo 12 serían estudiantes, de los cuales 6 representarían a los secundarios y 6 a las instituciones universitarias públicas y privadas.
Los estudiantes se negaron en ese momento a hacer declaraciones sobre la conformación del Consejo Asesor, y decidieron reunirse nuevamente en el Instituto Nacional el jueves 8. Antes del inicio de la reunión, algunos voceros responsabilizaron al Gobierno del accidente de una joven que cayó del techo del gimnasio de un colegio en toma y cuya vida se encontraba en serio peligro, y expresaron su malestar con la conformación del Consejo ya que, según ellos, no eran «demasiado cercanos a lo que es la educación». Ya iniciada la asamblea, la ruptura en el movimiento se manifestaría claramente tras el veto a los representantes del Liceo Lastarria, que incluso fueron amenazados por algunos miembros de la agrupación secundaria. Finalmente, el Liceo José Victorino Lastarria anunciaría durante la noche que terminaba con sus manifestaciones desde el día viernes, al igual que más de 500 colegios a lo largo del país, que depusieron sus tomas y paros.
Hacia las 20.50, tuvo lugar en el exterior del Instituto Nacional una conferencia de prensa, liderada por los voceros Juan Carlos Herrera del Liceo Valentín Letelier de Santiago y María Jesús Sanhueza. Inicialmente, ambos rechazaron la composición del Consejo Asesor por ser «arbitrario, inoperante y ad-hoc al modelo educativo actual» y convocaron a una nueva asamblea para el día siguiente destinada a definir el paro que se mantenía oficialmente, a pesar de las importantes bajas. Sin embargo, cuando los periodistas preguntaron si ellos integrarían la mesa, los voceros se contradijeron: Herrera decía que no, pero Sanhueza contestaba que sí. Ante la notoria descoordinación, ambos voceros se retiraron, terminando así con la conferencia de prensa.
El 9 de junio cerca del mediodía, los estudiantes anunciaron el fin de las movilizaciones y el regreso de los estudiantes secundarios a clases desde el martes siguiente (ya que el lunes era festivo en Chile). Para el 13 de junio, la mayoría de los colegios habían regresado a clases, a excepción de algunos establecimientos que decidieron continuar con las movilizaciones, generalmente debido a disputas de carácter interno.

### Movilizaciones a lo largo del año

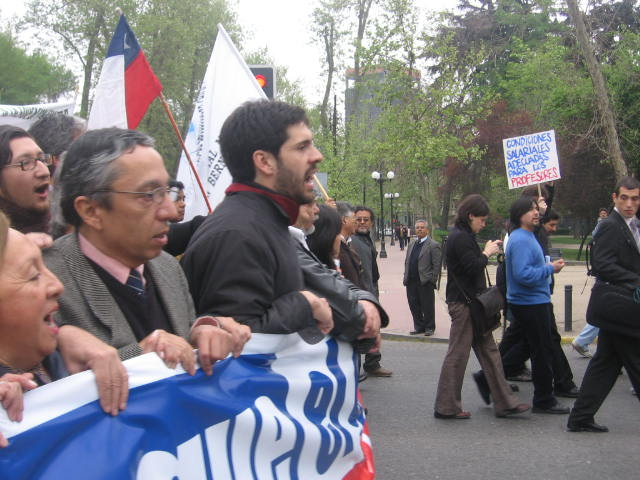
Nicolás Grau, el entonces presidente de la FECH, en la marcha del Bloque Social, el 26 de septiembre de 2006.

Tras la disolución de la mayoría de las tomas, el conflicto bajó en intensidad dando espacio al diálogo a través del Comité Asesor, lo que no impidió que durante los meses posteriores se realizaran algunas protestas focalizadas.
A dos meses de finalizadas las tomas, las protestas regresaron el 8 de agosto, cuando estudiantes de diversos establecimientos educacionales de Maipú realizaron una marcha hacia la Plaza de Armas de la comuna y, en menor cantidad, en la comuna de San Miguel. La marcha, que no contaba con el apoyo oficial de la Asamblea Nacional de Estudiantes, estaba destinada a criticar la lentitud en la conformación del Comité Asesor Presidencial y los problemas de la administración educacional de la Municipalidad de Maipú. Sin embargo, durante la marcha se produjeron serios disturbios que destruyeron gran parte del mobiliario urbano de la zona. 76 personas fueron detenidas, de las cuales 60 era menores de edad. El secretario regional del MINEDUC, Alejandro Traverso, criticó duramente la protesta diciendo que las demandas estudiantiles eran «cosas insólitas» y refutó tanto las críticas al Consejo Asesor como a la Corporación de Educación Municipal. Además, señaló que «la mayoría de los estudiantes que andaban no eran de colegios municipales, al menos de Maipú. Eran de fuera de la comuna, y eran de colegios particulares subvencionados. Sin ir más lejos, María Jesús Sanhueza, que estudia en el Liceo Carmela Carvajal de Prat de Providencia, estuvo a la cabeza de los hechos».
Los estudiantes se sumarían durante el mes de septiembre a las reivindicaciones del Colegio de Profesores. El magisterio organizó un primer paro de actividades para el día 12 de septiembre que contó con el respaldo de los estudiantes. Más de 6000 personas iniciaron una marcha hacia el Palacio de La Moneda desde la Plaza de Armas de Santiago para entregar una petición a la presidenta. De acuerdo con cifras del Colegio de Profesores, el 80 % de los maestros no trabajó ese día, mientras que el Ministerio situó estas cifras en un 25 %.
Dos semanas después, tras hacerse público el informe preliminar del Consejo Asesor, el magisterio convocó a un nuevo paro que contó con el apoyo pleno de los miembros del Bloque Social por la Educación, conformado por estudiantes secundarios y universitarios. Este paro se vería fuertemente afectado por los hechos ocurridos el 10 de septiembre anterior durante la marcha en conmemoración del golpe de Estado del 11 de septiembre de 1973 en que algunos manifestantes, presuntamente anarquistas, atacaron y saquearon diversos recintos e incluso lanzaron una bomba mólotov al Palacio presidencial. Tras ese hecho, el ministro del Interior, Belisario Velasco, ordenó el allanamiento de diversos locales de grupos anarquistas, prohibió el anonimato en las manifestaciones y la realización de marchas en torno a La Moneda. En este ambiente, la marcha del Bloque Social sería la prueba de fuego para las duras políticas antiviolencia de Velasco.

Estamos realmente preocupados y fue algo que conversamos con el intendente. Él nos preguntó qué iba a pasar con la gente que provoca desmanes. Le respondimos que esas son personas que no asisten a las reuniones y que no están en el movimiento. Los jóvenes que hacen vandalismo no están en la vereda de los estudiantes y tampoco en la vereda de la Intendencia. No están en ninguna vereda. ¿Qué más puedo responder?
María Huerta, vocera de la ANES, 25 de septiembre de 2006.

Durante las primeras horas del 26 de septiembre, Carabineros allanó una vivienda tomada por el movimiento okupa y requisó algunos materiales que, según la opinión de la policía, servirían para fabricar bombas molotov destinadas a ser usadas probablemente en la manifestación de ese día; días después, los okupas serían liberados al no haber pruebas suficientes y éstos acusarían que todo el procedimientos sería parte de un montaje policial. En la mañana, la marcha se inició en Plaza Italia con más de 4000 manifestantes entre los que estaban los principales dirigentes del Bloque Social. Cerca de un millar de Carabineros custodió el desarrollo de la protesta a lo largo de las calles interiores del centro de Santiago en dirección al Ministerio de Educación. Aunque en un comienzo no se registraron desórdenes, en la tarde y tras la retirada de la columna de manifestantes y de los efectivos de la policía uniformada, se produjeron hechos violentos en la zona poniente de la Alameda. A nivel regional, se produjeron manifestaciones pacíficas en Copiapó, Valparaíso y Concepción.

### Últimas movilizaciones
El 29 de septiembre fue presentado el primer informe del Consejo Asesor. Dicho informe planteaba algunos acuerdos alcanzados, entre los que se destacaban la sustitución de la LOCE, la institución de un derecho constitucional a una educación gratuita y de calidad, la creación de una entidad administradora de la educación pública y la garantía de una educación de calidad para todos los chilenos. El informe, sin embargo, sufrió diversas críticas tanto de miembros de la oposición, que acusaron de un intento de «re-estatizar» la educación, como de algunos consejeros que manifestaron que algunas opiniones minoritarias no habían sido consideradas en el informe.
Los escolares también se manifestaron disconformes. El conflicto rebrotó cuando, el 6 de octubre, alumnos del Instituto Nacional anunciaron que reiniciarían sus movilizaciones y que durante el día 9 siguiente procederían a la toma del establecimiento. El gobierno rechazó de inmediato las nuevas movilizaciones, solicitando a los estudiantes que respetaran el trabajo realizado y siguieran participando en la discusión por una mejor educación desde el Consejo Asesor.

Estamos cumpliendo lo que hemos prometido y, por lo tanto, creo que tiene que haber tranquilidad por un lado y mucha participación por el otro. Porque están abiertos, por primera vez en la historia, los espacios de participación para todos los sectores involucrados en la educación. Todos.
Ha habido un esfuerzo por mejorar la Educación del país. Hemos cumplido a cabalidad toda la llamada 'agenda corta' y además estamos trabajando en los temas de futuro, en mejorar la calidad de la Educación.
Presidenta Michelle Bachelet, 10 de octubre de 2006.

Días más tarde, la cifra de establecimientos aumentó a 10 para el 10 de octubre, mientras algunos dirigentes exigían una reformulación del Consejo Asesor, el replanteamiento de la PSU, la modificación de la LOCE y que la educación pública volviera a ser administrada por el Estado. Sin embargo, con el paso de los días, la movilización no logró alcanzar el éxito de las primeras manifestaciones. El número de colegios en toma no superó la docena y la convocatoria a marchas fue bastante menor de la esperada.
A esto se sumó la toma del edificio del Seremi de Educación, que terminó con destrozos de documentos públicos, por lo que se entabló una querella criminal contra 46 alumnos detenidos en la protesta. Los alcaldes anunciaron su rechazo completo a las tomas de sus establecimientos y ordenaron el desalojo de ellos por parte de Carabineros. Mientras algunos estudiantes prefirieron abandonar los colegios voluntariamente y así evitar el ingreso de la fuerza policial, otros se enfrentaron a los carabineros, como ocurrió el 24 de octubre en el Instituto Superior de Comercio N.º 2, el último colegio en ser desalojado.
El 5 de diciembre de 2006, días antes de que fuera presentado el informe final del Consejo Asesor, se reunieron diferentes representantes de la Asamblea Nacional de Estudiantes Secundarios y decidieron retirarse del Consejo, lo que fue lamentado por el Gobierno, tanto por parte de la ministra como de la propia presidenta.

Este fin de semana realizamos un congreso a nivel nacional, donde participaron todas las regiones, participaron más de 500 estudiantes y la decisión unánime fue no hacernos partícipe del informe final. En este congreso discutimos, canalizamos propuestas, coincidimos una propuesta, un proyecto educativo y, obviamente, era completamente incompatible con el informe que se presentaba en el Consejo. Bajo esa perspectiva es que nosotros decidimos no hacernos partícipe de este informe, no hacernos partícipe de sus resoluciones, porque esta es súper poco seria, no salen propuestas, no sale una estructura política, un proyecto educativo que entregue las bases para construir una mejor educación. Simplemente son propuestas. Creemos que fue un tiempo perdido el trabajo que tuvimos todo este tiempo en el Consejo Asesor y es por eso que decidimos salirnos.
María Jesús Sanhueza, 5 de diciembre de 2006.

A la decisión de los escolares se sumaron otros representantes del llamado Bloque Social, entre los que se contaban dirigentes del Colegio de Profesores, estudiantes universitarios y representantes de padres y apoderados. A pesar de ello, el 12 de diciembre se presentó el informe final ante la presidenta Michelle Bachelet, que anunció que las ideas presentadas serían analizadas por su comité político para enviar los proyectos de ley respectivos durante el primer semestre de 2007. La ceremonia, sin embargo, fue presenciada por algunos dirigentes secundarios que rechazaron el retiro de la ANES del Consejo Asesor.

Ustedes colaboraron pensando más allá en sus intereses y conveniencias. Las dificultades y limitaciones eran muchas. Los críticos sobraban y los escépticos hicieron lo más cómodo: anticipar que la tarea era imposible sin entregar aportes. Pero persistieron hasta el final, y se los agradezco a nombre de Chile y de la democracia.
Presidenta Michelle Bachelet, 12 de diciembre de 2006.

Finalmente, el proyecto de reforma a la Ley Orgánica Constitucional de Enseñanza fue enviado por la presidenta Bachelet al Congreso Nacional el 10 de abril de 2007.

## Organización

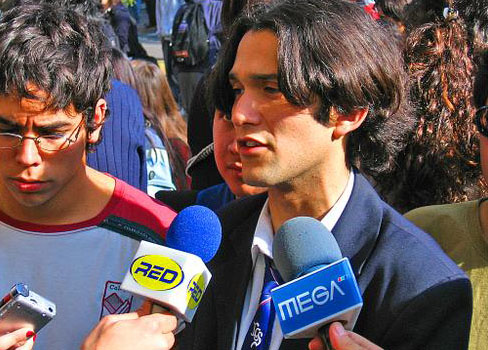
César Valenzuela, uno de los principales voceros de la Asamblea Coordinadora de Estudiantes Secundarios.

Uno de los puntos que atrajo en mayor medida la atención de la ciudadanía fue la gran organización que demostró el movimiento secundario. A diferencia de lo que había ocurrido en años pasados, en los que hubo grandes diferencias de opinión entre los colegios —principalmente, entre los del centro de Santiago, la periferia de la ciudad y las regiones—, el movimiento se presentó muy cohesionado.
La dirección de la Asamblea Coordinadora de Estudiantes Secundarios estaba compuesta por representantes de diversos colegios. En un comienzo, agrupó a los líderes de los centros de alumnos de los colegios del centro de la capital, pero con el correr de los días, más colegios comenzaron a sumarse. A nivel regional, comenzaron a formarse diversas asambleas que, sumadas a la de la Región Metropolitana, conformaron la Asamblea Nacional de Estudiantes Secundarios.
Una característica importante de los dirigentes estudiantiles fue el amplio abanico de tendencias políticas presentes. Mientras que los voceros Karina Delfino y César Valenzuela eran miembros de la oficialista JS, el presidente del Centro de Alumnos del Instituto Nacional, Germán Westhoff, era pre-militante de la UDI. Por otro lado, María Jesús Sanhueza fue militante de las Juventudes Comunistas.
Además, también en los colegios la movilización estuvo organizada con una base ideológica. Estaba basada en la autonomía por parte de varios movimientos sociales de base, la autoorganización en redes y la autogestión, en algunos casos con motivaciones anarquistas. Lejos de lo que en un principio puedo haberse esperado, en la mayoría de los liceos y colegios en toma no llegó a haber destrozos ni otros daños. Por el contrario, muchos de los alumnos que ocuparon sus establecimientos usaron el tiempo de protesta para mejorar por su propia cuenta la infraestructura, pintando o reparando diversos elementos. La forma básica de organización consistía en comités organizados asambleariamente, es decir por los mismos alumnos, cada uno con funciones específicas, como seguridad, aseo, alimentación e información, entre otros; la tendencia presente es prescindir cada vez más de dirección alguna, librarse del tutelaje de cualquier partido político y operar de la forma más horizontal posible. Los colegios recibieron además el apoyo de otras organizaciones, principalmente las universidades, en temas relacionados con la seguridad y la financiación.
En una muestra clara del fenómeno del ciberactivismo, la comunicación descentralizada a través de redes sociales entre los miembros de las comunidades estudiantiles fue fundamental para el desarrollo de la movilización.

### Rol de Internet en la movilización
Durante las recurrentes manifestaciones que se realizaron desde abril, la prensa nacional se hizo presente. Para los estudiantes, esto significó una criminalización del movimiento, debido a los dichos y las imágenes que eran presentados en los medios escritos y televisivos, ya que eran etiquetados de vándalos y de realizar actos criminales.
Es por esto que a medida que las manifestaciones fueron creciendo, Internet jugó un papel esencial en la masificación del mensaje para llamar a movilizarse. Incluso, tuvo un rol muy importante para la comunicación entre regiones, ya que el objetivo principal era que el mensaje se propagara a todo territorio nacional. También, utilizaron esta herramienta para mostrar la contraparte de lo que señalaban los Medios de Comunicación, que intentaban dilucidar la verdadera cara de las movilizaciones. Entre las redes más utilizadas se encuentran YouTube, Flickr, Fotolog, Weblogs, MSN Messenger, SMS, y correo electrónico, entre otros.
En el caso de YouTube este fue utilizado para generar contenido audiovisual diferente al de los de los Medios de Comunicación, todo gestionado por estudiantes, con entrevistas, vocerías y llamados a convocatorias. Además, la utilización de Flickr sirvió para la difusión de imágenes de manifestaciones, convocatorias, pancartas, etc.
Durante el 2006 Fotolog se encontraba en un auge importante, por lo que en muchos liceos contaban con usuarios para difundir información general de las manifestaciones y de las actividades que se realizaban en el movimiento. También, era utilizada para brindar información sobre los establecimientos que se mantenían en toma y la situación en la que se encontraban sus estudiantes, lo que les permitía estar al pendiente en el caso de que necesitaran cualquier tipo de ayuda.
Fotolog Gold, contaba con la posibilidad de postear una cantidad ilimitada de imágenes diarias (a diferencia de Fotolog normal, que solo permitía una al día). Optar a este servicio, significa realizar un pago mensual, por lo que durante algunos meses la FECH, apadrino a los colegios emblemáticos, para que pudieran difundir una mayor cantidad de información a través de esta plataforma. 
Para que no se generara desinformación o se difundiera información falsa, existían encargados de manejar estas redes sociales de manera exclusiva, quienes eran designados por los respectivos dirigentes de cada establecimiento. Los teléfonos celulares, pese a que en esa época eran poco comunes, eran utilizados por los representes estudiantiles, ya que gracias a su cargo debían desplazarse a diferentes lugares debido a las reuniones y conferencias, por lo que era necesario un dispositivo que los mantuviera conectados con los demás miembros.
Pese a este boom tecnológico, muchos sectores del país no contaban con la conectividad para utilizar estos medios, ya sea por sus recursos económicos o por pertenecer a un sector rural, por lo que utilizaban teléfonos fijos, fax y radios. 
Por último, los mensajes de asamblea, reunión, difusión de ideas e información, se realizaban a través de plataformas como correo electrónico, Messenger y SMS. Gracias a los correos electrónicos, se podían difundir de manera rápida y precisa, documentos que contenían las peticiones y leyes, además de poder coordinar las reuniones de carácter nacional y regional.

## Efectos
El principal efecto de las movilizaciones fue llevar al debate público la necesidad de una reforma urgente de la educación chilena. Sus efectos concretos, sin embargo, solo podrán ser analizados a largo plazo.
Una de las principales consecuencias de la movilización fue la revalorización del movimiento secundario, que había sido postergado durante gran parte de la Transición. Durante muchos años, principalmente desde la década de 1990, se consideró a la juventud chilena como un grupo etario apático, egoísta y sin interés por la política, caracterizado por la frase «no estoy ni ahí», equivalente a «no me interesa». Esto se reflejaba, por ejemplo, en que cerca de 3 de cada 4 ciudadanos de hasta 24 años no estaban inscritos en los registros electorales. Sin embargo, la revolución de los secundarios invirtió la situación y se convirtió en uno de los movimientos populares más importantes de los últimos años.
El movimiento estudiantil marcó también un punto de inflexión en el desarrollo del gobierno de Michelle Bachelet, que había asumido el gobierno apenas menos de dos meses antes del comienzo de las protestas. Bachelet tenía antes de estos acontecimientos un importante apoyo en las encuestas cercano al 65 %, pero los niveles de aprobación a su gestión cayeron a cifras de en torno al 44 % de acuerdo con las mediciones realizadas a fines de junio de 2006, lo que supuso un final abrupto para la llamada «luna de miel» de su gobierno. Por otro lado, las descoordinaciones entre los diversos secretarios de estado provocaron el surgimiento de rumores de un cambio de gabinete antes de cumplir los 100 días de gobierno, que finalmente se concretaron el 14 de julio, cuando Michelle Bachelet reemplazó a los ministros del Interior, Andrés Zaldívar, y de Educación, Martín Zilic, los más criticados durante las movilizaciones estudiantiles. 